# Charles E. Hogg

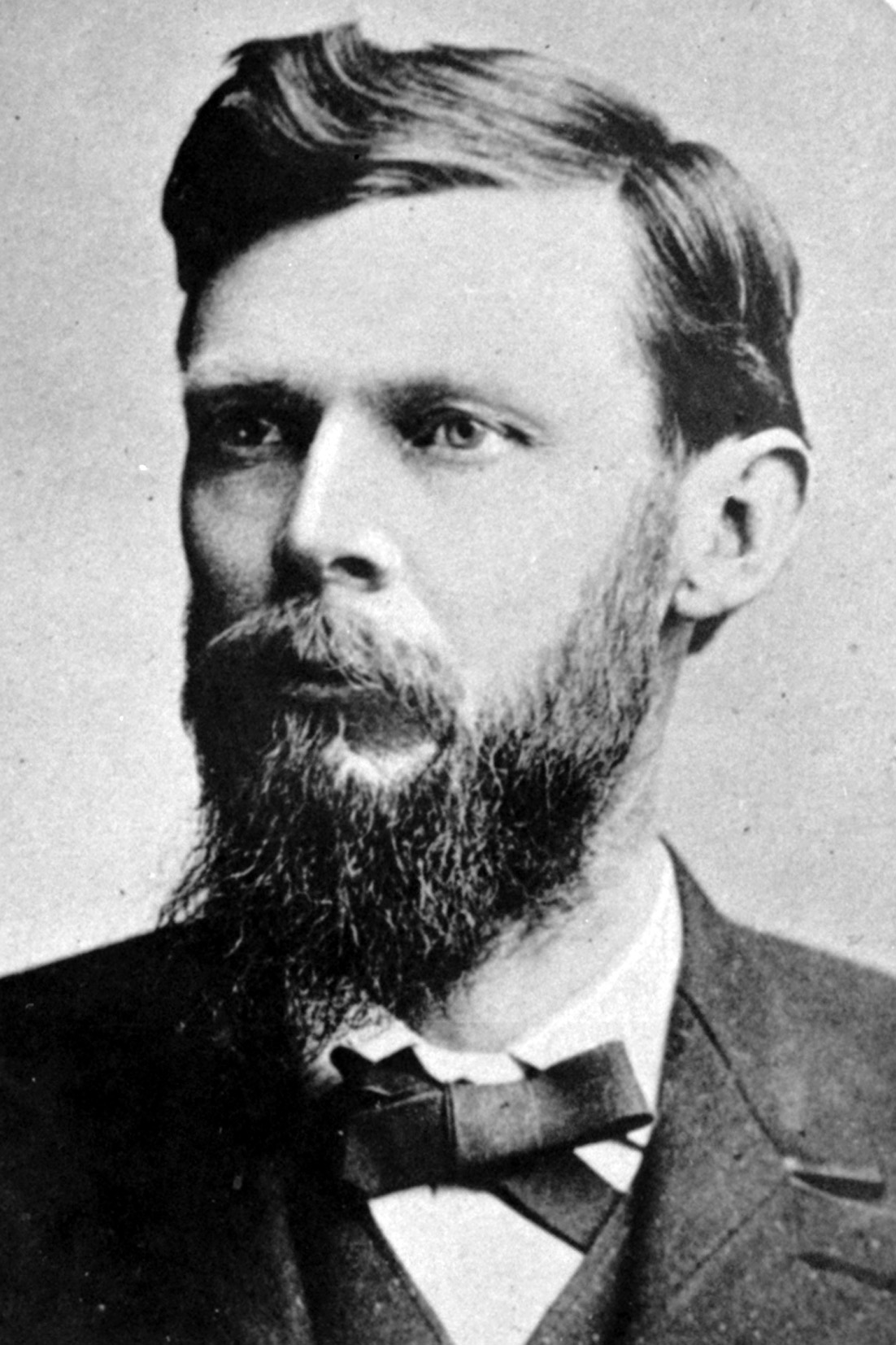
Charles E. Hogg

Charles Edgar Hogg (* 21. Dezember 1852 bei Point Pleasant, Virginia; † 14. Juni 1935 ebenda) war ein US-amerikanischer Politiker. Zwischen 1887 und 1889 vertrat er den vierten Wahlbezirk des Bundesstaates West Virginia im US-Repräsentantenhaus.

## Werdegang
Charles Hogg wurde 1852 auf einer Farm nahe Point Pleasant geboren, das damals noch zu Virginia gehörte. Seit der Gründung von West Virginia im Jahr 1863 ist diese Gegend ein Teil dieses Staates. Hogg besuchte das Carleton College in Racine (Ohio) und danach bis 1869 das Oldham & Haw’s Business College in Pomeroy, ebenfalls im Staat Ohio. Anschließend arbeitete er als Lehrer und zwischen 1870 und 1873 als Buchhalter. Nach einem Jurastudium und seiner im Jahr 1875 erfolgten Zulassung als Rechtsanwalt begann Hogg in seiner Geburtsstadt Point Pleasant in seinem neuen Beruf zu praktizieren. Zwischen 1875 und 1879 war er auch Schulrat im Mason County.
Politisch wurde Hogg zunächst Mitglied der Demokratischen Partei. 1886 wurde er als deren Kandidat im vierten Distrikt von West Virginia in das US-Repräsentantenhaus in Washington gewählt. Dort trat er am 4. März 1887 die Nachfolge von Eustace Gibson an, der von den Demokraten nicht mehr nominiert worden war. Da aber auch Hogg zwei Jahre später die erneute Nominierung seiner Partei für eine weitere Amtszeit verfehlte, konnte er bis zum 3. März 1889 nur eine Legislaturperiode im Kongress absolvieren.
Nach dem Ende seiner Zeit im Repräsentantenhaus arbeitete Hogg wieder als Anwalt. Im Jahr 1900 wechselte er zur Republikanischen Partei. Zwischen 1906 und 1913 war er Dekan der juristischen Fakultät der West Virginia University in Morgantown. Hogg verfasste auch einige juristische Abhandlungen. Er starb am 14. Juni 1935 in seinem Heimatort Point Pleasant. Sein Sohn Robert (1893–1973) vertrat zwischen 1930 und 1933 ebenfalls den vierten Wahlbezirk von West Virginia im US-Repräsentantenhaus.